# Donald Peck
Donald Peck (* 26. Januar 1930 in Yakima, Washington; † 29. April 2022) war ein US-amerikanischer Flötist.
Peck war Flötist u. a. des Seattle Youth Symphony Orchestra, des Seattle Philharmonic Orchestra, des National Symphony Orchestra of Washington, der United States Marine Band und des Kansas City Philharmonic Orchestra. 1957 wurde er Mitglied, 1958 Erster Flötist des Chicago Symphony Orchestra. Diese Stelle hatte er bis zu seiner Emeritierung 1999 inne und arbeitete in dieser Zeit unter Dirigenten wie Fritz Reiner, Jean Martinon, Sir Georg Solti und Daniel Barenboim. Daneben unterrichtete er Flöte an der DePaul University. Seine Erfahrungen beim Chicago Symphony Orchestra beschrieb er in dem Buch The Right Place, The Right Time!: Tales of Chicago Symphony Days, das 2007 bei der Indiana University Press erschien.

## Quelle
- Allmusic - Donald Peck